# Vošce
Vošce so naselje v Občini Lukovica.